# Energie Graz
Die Energie Graz GmbH (vormals Stadtwerke AG) ist ein steirischer Energiedienstleister mit Firmensitz in Graz. 

## Geschichte
Die Energie Graz wurde 1960 als Grazer Stadtwerke AG gegründet. Drei Jahre nach Gründung begann die Versorgung mit Fernwärme. 1998 folgte die Gründung der Wärmedirektservice der Energie Graz. Aufgrund der Liberalisierung des Strommarktes wurde 2002 die Energie Graz GmbH gegründet. Sie stellt die Abspaltung der Energiebereiche von der Grazer Stadtwerke AG dar. 2003 erfolgte die Umgründung in Energie Graz GmbH. Die Tochtergesellschaften Stromnetz Graz GmbH und Solar Graz GmbH wurden 2006 gegründet.

## Geschäftsfelder
Das Unternehmen ist in den Bereichen Strom, Erdgas, Fernwärme sowie auch in Licht- und Energiedienstleistungen tätig.

### Strom
Rund 140.000 Kundenanlagen versorgt das Unternehmen mit Strom.

### Fernwärme
Das Unternehmen versorgt in Graz rund 85.000 Haushalte mit Fernwärme.

### Licht- und Energiedienstleistungen
Neben der zuverlässigen Versorgung ihrer Kunden mit Strom, Fernwärme und Gas bietet die Energie Graz auch zahlreiche Energie-Dienstleistungen an. 
Das Unternehmen kümmert sich unter anderem um Planung, Bau, Wartung, Instandhaltung und Betrieb von Beleuchtungsanlagen. Zudem ist die Firma seit Jahren für die Weihnachtsbeleuchtung der Stadt Graz verantwortlich. Ebenso ist das Unternehmen im Bereich der Elektromobilität sehr aktiv und kümmert sich hierbei vor allem um den Ausbau öffentlich zugänglicher Ladeinfrastruktur. Darüber hinaus fällt auch die Planung, Errichtung und der Betrieb von Photovoltaikanlagen in den Tätigkeitsbereich des Unternehmens. Mit dem Mieterstrommodell "Unser Eigenstrom" ermöglicht die Energie Graz Bewohnern von Mehrparteienhäusern die Nutzung umweltfreundlich erzeugter Solarenergie vom eigenen Hausdach.

## Unternehmen

### Eigentümerstruktur
- 51 % Holding Graz - Kommunale Dienstleistungen GmbH[8]
- 49 % Energie Steiermark[8]

### Beteiligungen

#### Stromnetz Graz GmbH
Aufgrund der gesetzlich vorgeschriebenen Trennung der Stromhandels-, Erzeugungs- und der Verteilungsaktivitäten im Sinne des Elektrizitätswirtschaftsgesetzes (ElWOG), erfolgte ab 1. Januar 2006 die Ausgliederung des Verteilernetzbereiches Strom in die Stromnetz Graz GmbH.

#### Wärmedirektservice Graz
Der Wärmedirektservice der Energie Graz, kurz "WDS" genannt, ist das Kompetenzzentrum für Entwicklung, Planung und Errichtung bzw. Erbringung von innovativen Projekten und Dienstleistungen der Energieversorgung.

#### Weitere Beteiligungen
Die Energie Graz hält Beteiligungen an folgenden Firmen:
- Grazer Energieagentur GmbH (47,50 %)
- Murkraftwerk Graz Errichtungs- und BetriebsgmbH (12,50 %)
- E-VO emobility GmbH (4 %)
- EGE Einkaufsgenossenschaft österreichischer Elektrizitätswerke reg.GenmbH (2,26 %)
- EXAA Abwicklungsstelle für Energieprodukte AG (2,98 %)
- APCS Power Clearing and Settlement AG (0,46 %)
- CISMO Clearing Integrated Services and Market Operations GmbH (0,31 %)
- AGCS Gas Clearing and Settlement AG (0,16 %)

## Geschäftsführung
- Josef Landschützer, Geschäftsführer[9]
- Boris Papousek, Geschäftsführer[9]